# E-mineur
e-mineur of e klein (afkorting: Em) is een toonsoort met als grondtoon E.

## Toonladder
De voortekening telt één kruis: Fis. Het is de parallelle toonaard van G-majeur en heeft een eerder somber doch pathetisch karakter.
Er bestaan drie mogelijke varianten van e-mineur:
- Natuurlijke-mineurtoonladder: e - fis - g - a - b - c - d - e

- Harmonische-mineurladder: e - fis - g - a - b - c - dis - e

- Melodische-mineurladder: e - fis - g - a - b - cis - dis - e

## Bekende werken in e-mineur
- Das wohltemperierte Klavier (prelude en fuga nr. 10) - Johann Sebastian Bach
- Symfonie nr. 44 (1772) - Joseph Haydn
- Pianoconcert nr. 1 (Deel I, Allegro maestoso) (1830) - Frédéric Chopin
- Vioolconcert (1838-1844) - Felix Mendelssohn Bartholdy
- Symfonie nr. 4 (1884-1885) - Johannes Brahms
- Symfonie nr. 5 (1898) - Pjotr Iljitsj Tsjaikovski
- Symfonie nr. 9 (1893) - Antonín Dvořák
- Symfonie nr. 1 (1898) - Jean Sibelius
- Symfonie nr. 7 (1904-1905) - Gustav Mahler
- Symfonie nr. 2 (1906-1907) - Sergej Rachmaninov
- Vocalise (1912) - Sergej Rachmaninov
- Celloconcert (1919) - Edward Elgar
- Symfonie nr. 10 (1953) - Dmitri Sjostakovitsj
- Little Wing (1967) - Jimi Hendrix
- The man with the child in his eyes (1978) - Kate Bush